# Chevaliers de la table ronde (chanson)
Pour les articles homonymes, voir Chevaliers de la Table ronde (homonymie).
Chevaliers de la table ronde est une chanson à boire populaire chantée en Acadie, en Belgique, en France, en Nouvelle-Angleterre, en Ontario francophone, au Québec, en Suisse, en Vallée d'Aoste, aussi bien que dans d'autres pays francophones, comme le Liban.

## Texte
Les paroles, qui connaissent de nombreuses variantes, sont structurées comme suit :
1. Deux premiers vers chantés en bis ;
2. Les trois (voire quatre) premières syllabes du deuxième vers, suivi de « oui, oui, oui » ;
3. Les trois (voire quatre) premières syllabes du deuxième vers, suivi de « non, non, non » ;
4. Le second vers ;
5. Passage au double vers suivant...

### Première version
Chevaliers de la table ronde,

Goûtons voir si le vin est bon ;

Goûtons voir, oui, oui, oui,

Goûtons voir, non, non, non,

Goûtons voir si le vin est bon.
S'il est bon, s'il est agréable,

J'en boirai jusqu'à mon plaisir ;

J'en boirai, oui, oui, oui,

J'en boirai, non, non, non,

J'en boirai, jusqu'à mon plaisir.
J'en boirai cinq à six bouteilles,

Une femme sur mes genoux ;

Une femme, oui, oui, oui,

Une femme, non, non, non,

Une femme sur mes genoux.
Et si le tonneau se débonde,

J'en boirai jusqu'à mon plaisir ;

J'en boirai, oui, oui, oui,

J'en boirai, non, non, non,

J'en boirai jusqu'à mon plaisir.
Et s'il en reste quelques gouttes,

Ce sera pour nous rafraîchir ;

Ce sera, oui, oui, oui…
Mais voici qu'on frappe à la porte

Je crois bien que c'est le mari ;

Je crois bien, oui, oui, oui…
Si c'est lui, que le diable l'emporte

Car il vient troubler mon plaisir ;

Car il vient, oui, oui, oui…
Si je meurs, je veux qu'on m'enterre

Dans une cave où y a du bon vin ;

Dans une cave, oui, oui, oui…
Les deux pieds contre la muraille

Et la tête sous le robinet ;

Et la tête, oui, oui, oui…
Et mes os, de cette manière

Resteront, imbibés de vin ;

Resteront, oui, oui, oui…
Et les quatre plus grands ivrognes

Porteront les quatr' coins du drap ;

Porteront, oui, oui, oui…
Sur ma tombe, je veux qu'on inscrive

« Ici gît le roi des buveurs » ;

Ici gît, oui, oui, oui…
La morale de cette histoire

Est qu'il faut boire avant de mourir ;

Est qu'il faut, oui, oui, oui… 

### Deuxième version: recueil suisse militaire de chants
Mes amis de la Table Ronde

Dites moi si ce vin est bon

Dites moi, oh oui oui oui

Dites moi, oh non non non

Dites moi si ce vin est bon
J'en boirais cinq à six bouteilles

Pour ne plus penser à l'amour

Pour ne plus…
Si je meurs, je veux qu'on m'enterre

Dans une cave où y a du bon vin…
Les deux pieds contre la muraille

Et la tête sous le robinet…
Sur ma tombe je veux qu'on inscrive

« Ici gît le roi des buveurs »… 

## Musique
Comme nombre de chansons populaires, la mélodie est simple et répétitive.

## Origines
La chanson, présente dans des livrets de colportage du XVIIIe siècle, s'inspire d'une précédente, La Femme ivrogne, qui fut transcrite en 1749 en patois de la Bresse. Parmi ses paroles figurent le couplet « Si je meurs, que l'on m'enterre dans la cave où est le vin, les pieds contre la muraille, la tête sous le robin ». Ce couplet se retrouve dans diverses variantes : Catherine s'est coiffée, ou La maladie de la fille ivrogne ; la Vieille Mathurine, et dans une pièce d'Eugène Labiche. Auparavant, le thème des chevaliers de la Table Ronde comme synonyme d'amis du vin était déjà présent au XVIIe siècle : en 1643, une chanson d'André de Rosiers de Beaulieu commence par ces vers :
Enfans de l'Amour et du vin, Chevaliers de la Table Ronde...
Le Roux, dans son Dictionnaire comique, signale en 1718 qu' « on appelle chevaliers de la Table Ronde ceux qui aiment être longtemps à table ».
Le texte tel qu'il est connu aujourd'hui date du début du XXe siècle.